# Julia Ragnarsson
Julia Maria Ragnarsson, född 30 juli 1992 i Malmö, är en svensk skådespelare.
Ragnarsson är dotter till skådespelaren Lars-Göran Ragnarsson och scenografen Karin Ragnarsson. 
Ragnarsson studerade på teaterlinjen på Heleneholms gymnasium i Malmö 2008-11 och har medverkat i ett antal svenska och internationella filmer och TV-serier sedan 10-årsåldern, däribland Jan Troells Maria Larssons eviga ögonblick (2008), Jonas Karlsson-filmatiseringen Stockholm Stories (2014) och i Goran Kapetanovic Min faster i Sarajevo. 
I november 2014 prisades hon med utmärkelsen årets "Rising Star" vid Stockholm International Film Festival.
Hon spelar huvudrollen som polisaspiranten Olivia Rönning i SVT:s kriminalserie Springfloden (2016). och huvudrollen som journalisten Bea Farkas i Fartblinda (2019).  I julkalendern i Sveriges Television Jakten på tidskristallen (2017) spelade hon Amalia med världsförstörarambitioner.
Ragnarsson spelade Inga i den svensk-amerikanska skräckfilmen Midsommar från 2019.

## Filmografi
- 2003 – Tur & retur - My
- 2006 – Wallander – Den svaga punkten - Johanna
- 2008 – Wallander – Sidetracked (TV-serie)
- 2008 – Maria Larssons eviga ögonblick - Anna Larsson som tolvåring
- 2012 – The Fear (TV-serie) - Zana
- 2013 – Bron – Laura
- 2014 – Itsi Bitsi
- 2014 – Stockholm Stories
- 2014 – Tillbaka till Bromma
- 2015 – In the Sea (kortfilm)
- 2016 – Min faster i Sarajevo
- 2016 – Springfloden (TV-serie)
- 2016 – Take Down
- 2017 – Jakten på tidskristallen (TV-serie) (Julkalender)
- 2018 – Springfloden (TV-serie)
- 2019 – Fartblinda (TV-serie)
- 2019 – Midsommar
- 2021 – Två systrar (TV-serie)
- 2022 – Fartblinda (TV-serie)
- 2023 – Slutet på sommaren (TV-serie)
- 2024 – Den som dräper (TV-serie)
- 2025 – Paradis City (TV-serie)